# Xã Hill River, Quận Polk, Minnesota
Xã Hill River (tiếng Anh: Hill River Township) là một xã thuộc quận Polk, tiểu bang Minnesota, Hoa Kỳ. Năm 2010, dân số của xã này là 157 người.